# Chapada Diamantina

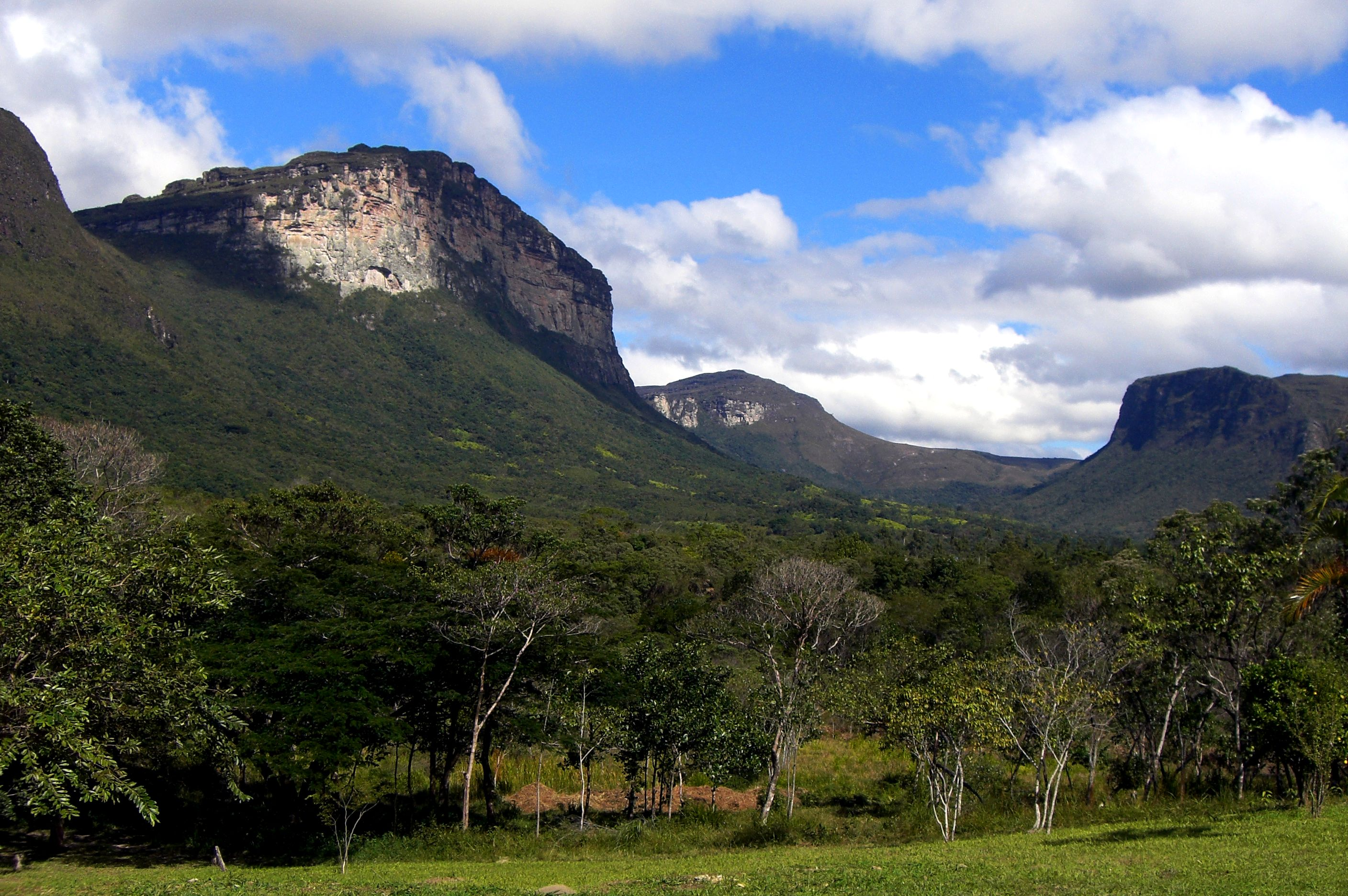
Capão-Tal bei Lothlorem

Die Chapada Diamantina ist ein stark erodiertes Plateau – größtenteils mit Mittelgebirgscharakter – im brasilianischen Bundesstaat Bahia. Sie umfasst eine Fläche von etwa 38.000 km². Der Fuß des Gebirges liegt etwa 400 Meter hoch, die höchsten Punkte sind die Gipfel des Pico do Barbado mit 2033 Metern und des Pico das Almas mit 1980 Metern.
Von August bis Oktober ist es sehr trocken, die anschließende Regenzeit dauert von November bis März.

## Vegetation
In der Chapada Diamantina sind sehr unterschiedliche Vegetationstypen anzutreffen. Sie umfassen tropischen Regenwald (Mata Atlântica) am niederschlagsreichen Ostrand der Chapada, das Binnendelta der Marimbus-Sümpfe, verschiedene Trockenwald- und Trockenbuschgesellschaften, Savannen und Galeriewälder. Da die natürliche Vegetation durch menschliche Nutzung bedroht ist, steht heute etwa ein Zehntel der Fläche der Chapada Diamantina unter Schutz. Neben dem Nationalpark Chapada Diamantina gibt es die Schutzgebiete Marimbus/Iraquara und Serra do Barbado sowie den Parque Estadual do Morro do Chapéu und den Parque Municipal Sempre Viva.